# Englancourt
Englancourt ist eine französische Gemeinde mit 120 Einwohnern (Stand 1. Januar 2022) im Département Aisne in der Region Hauts-de-France (vor 2016 Picardie). Sie gehört zum Arrondissement Vervins, zum Kanton Vervins und zum Gemeindeverband Thiérache du Centre.

## Geographie
Die Gemeinde Englancourt liegt an der oberen Oise in der Landschaft Thiérache, zwölf Kilometer nordwestlich von Vervins. Nachbargemeinden von Englancourt sind Buironfosse im Norden, Erloy im Osten, Saint-Algis im Südosten, Marly-Gomont im Süden sowie Chigny im Westen.

## Bevölkerungsentwicklung
| Jahr                       | 1962 | 1968 | 1975 | 1982 | 1990 | 1999 | 2006 | 2012 | 2021 |
| -------------------------- | ---- | ---- | ---- | ---- | ---- | ---- | ---- | ---- | ---- |
| Einwohner                  | 216  | 177  | 173  | 166  | 109  | 125  | 115  | 132  | 117  |
| Quellen: Cassini und INSEE |      |      |      |      |      |      |      |      |      |

## Sehenswürdigkeiten
- Wehrkirche Saint-Nicolas, Monument historique seit 1995
- Château de la Plesnoye, Monument historique seit 1985[1]
- Kapelle im Ortsteil Rue Lagasse

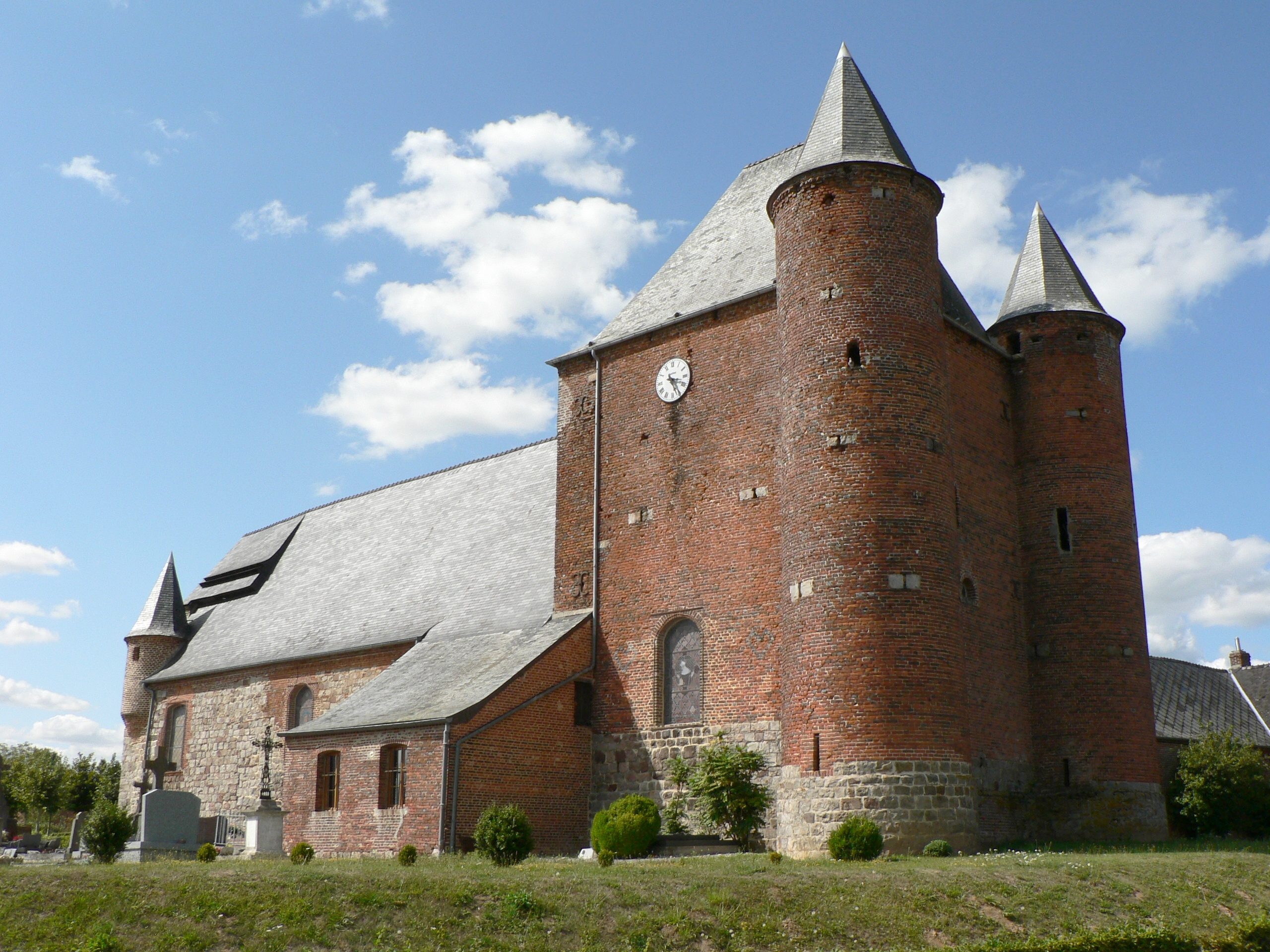
Kirche Saint-Nicolas
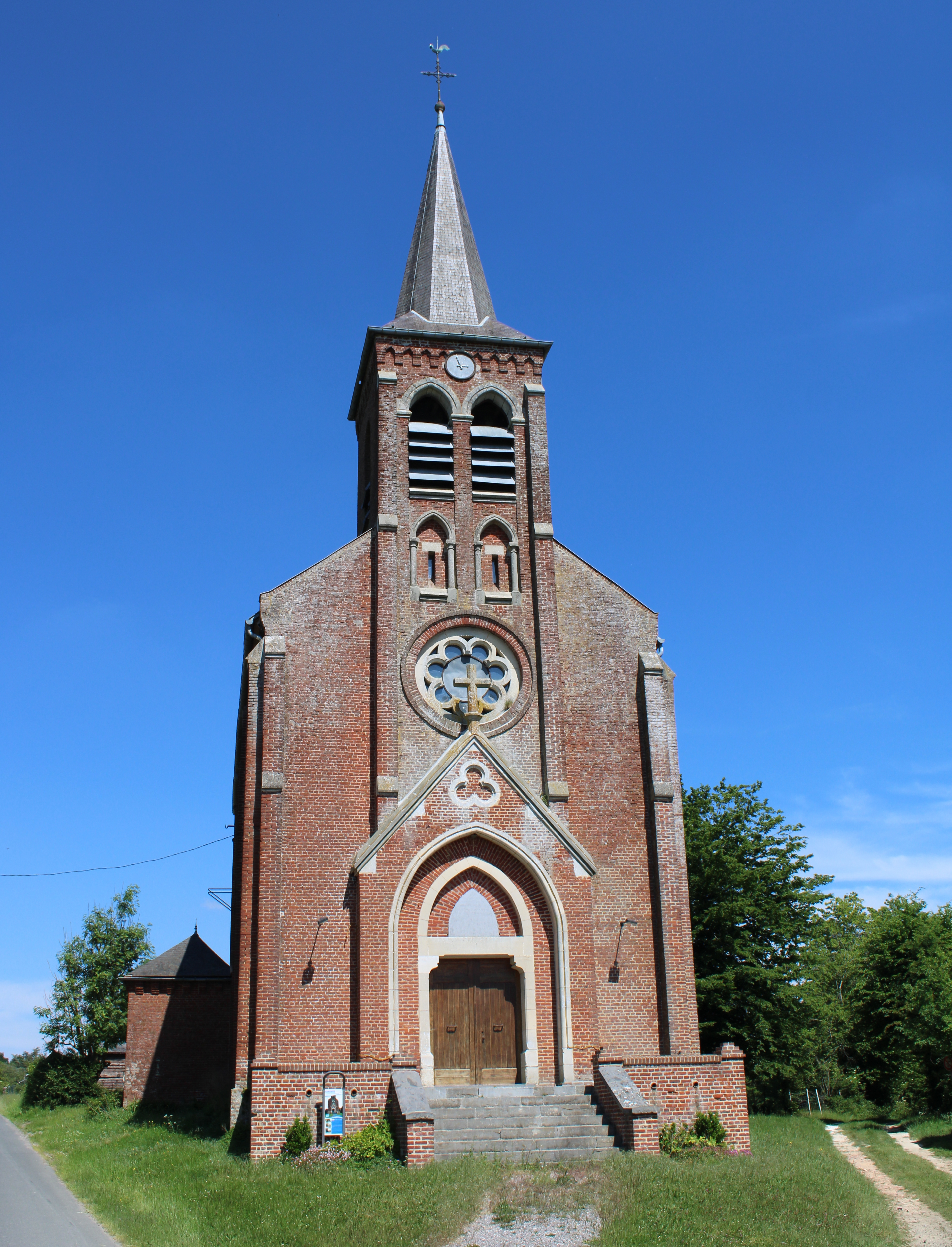
Kapelle im Ortsteil Rue Lagasse
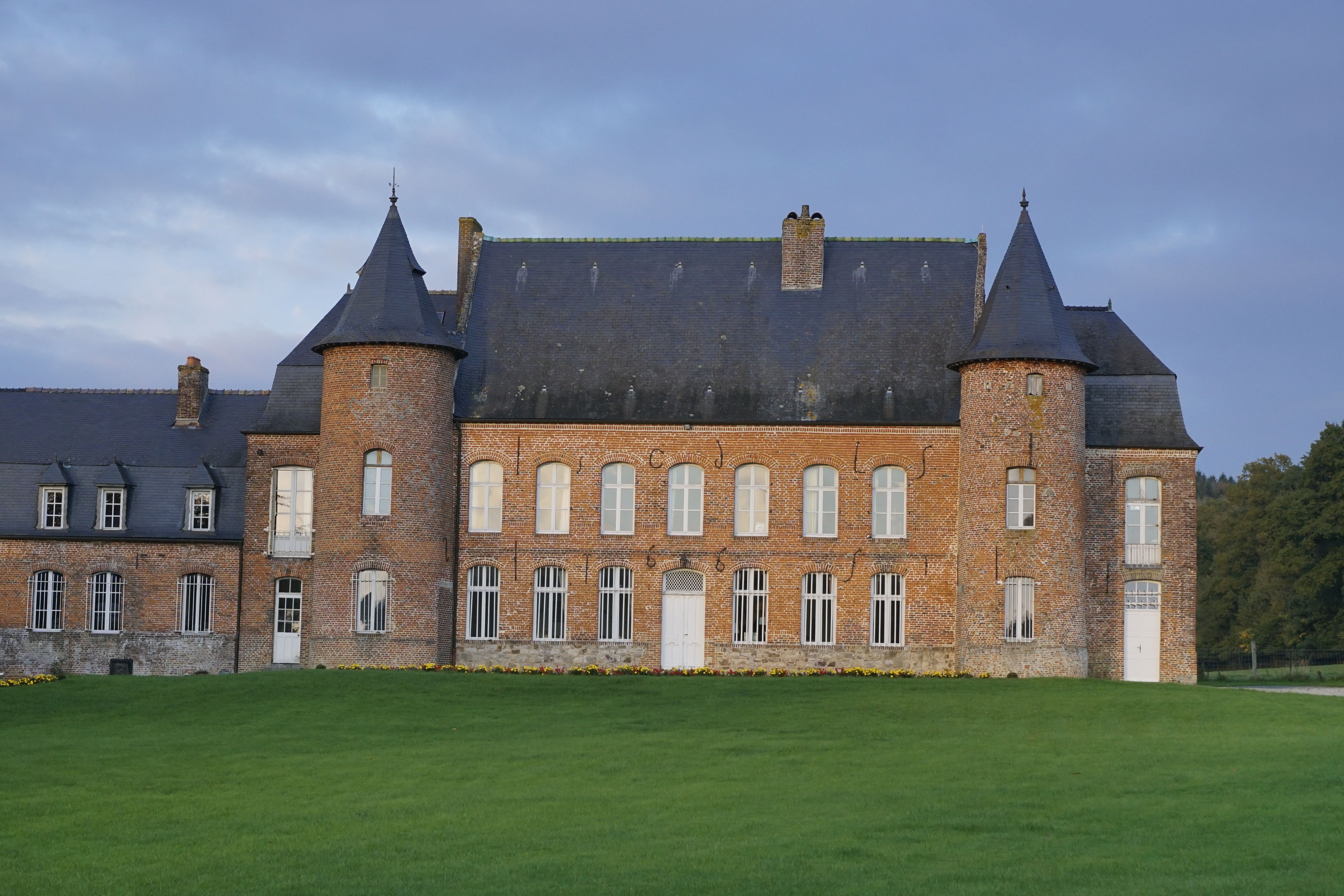
Château de la Plesnoye